# Les Fagedes
Les Fagedes és una masia catalogada com a monument del municipi de Vilanova de Sau (Osona) inclòs en l'Inventari del Patrimoni Arquitectònic Català.

## Descripció
Es tracta d'una masia de planta rectangular coberta a dues vessants i façana orientada a migdia amb un portal d'arc rebaixat format per dovelles i descentrat del cos de l'edificació. Consta de planta baixa i dos pisos. És de grans dimensions. A la part esquerra sobresurt un cos que fa de cobert. És construïda amb pedra i arrebossada al damunt. Els elements de ressalt són de pedra rogenca. A tramuntana hi ha un cos afegit a la masia i cobert a una sola vessant. La façana presenta restes de decoració d'estuc. L'estat de conservació és bo.

## Història
Antic mas que apareix al fogatge de 1553 de la parròquia i terme de Vilanova de Sau, quan aquest nucli comptava només amb onze masos. Al fogatge apareix registrat JOAN FATGEDES, encara que el mas es conegui per FAGEDES.
Com indica la finestra damunt el portal principal, el mas fou ampliat i reformat per Josep Fagedas al segle xvii. La llinda porta la data de 1766. El mas està destinat a activitats agrícoles i és habitat pels seus propietaris.